# Christopher Ortiz
Christopher Josué Ortiz González (* 2. August 1995 in Coronel Oviedo) ist ein paraguayischer Leichtathlet, der sich auf den Sprint spezialisiert hat.

## Sportliche Laufbahn
Erste internationale Erfahrungen sammelte Christopher Ortiz im Jahr 2016, als er bei den Ibero-Amerikanischen Meisterschaften in Rio de Janeiro mit 10,95 s im 100-Meter-Lauf in der ersten Runde ausschied und mit der paraguayischen 4-mal-100-Meter-Staffel in 42,36 s den fünften Platz belegte. Anschließend erreichte er bei den U23-Südamerikameisterschaften in Lima in 11,04 s den achten Platz über 100 Meter und schied im 200-Meter-Lauf mit 22,55 s im Vorlauf aus. Im Jahr darauf schied er bei den Südamerikameisterschaften in Luque mit 10,67 s über 100 Meter in der Vorrunde aus und erreichte mit der Staffel in 43,82 s Rang sieben. Anschließend wurde er bei den Juegos Bolivarianos in Santa Marta in 21,50 s Siebter im 200-Meter-Lauf und wurde mit der Staffel disqualifiziert. 2018 nahm er an den Südamerikaspielen in Cochabamba teil und schied dort über 100 Meter mit 10,49 s in der ersten Runde aus und erreichte mit der Staffel in 39,99 s den fünften Platz. Anschließend scheiterte er auch bei den Ibero-Amerikanischen Meisterschaften in Trujillo mit 10,88 s in der Vorrunde über 100 Meter, gewann aber mit der Staffel in 39,99 s die Silbermedaille hinter dem Team aus Brasilien. 2019 gewann er bei den Südamerikameisterschaften in Lima in 20,98 s die Bronzemedaille über 200 Meter hinter dem Kolumbianer Bernardo Baloyes und Rodrigo do Nascimento aus Brasilien und erreichte über 100 Meter in 10,58 s den sechsten Platz.
2019 wurde Ortiz paraguayischer Meister im 100- und 200-Meter-Lauf.

## Persönliche Bestleistungen
- 100 Meter: 10,36 s (+1,5 m/s), 26. April 2019 in Cochabamba (paraguayischer Rekord)
- 200 Meter: 20,70 s (0,0 m/s), 26. April 2019 in Cochabamba (paraguayischer Rekord)